# Jinjer
I Jinjer (/dʒɪndʒər/) sono un gruppo musicale ucraino, di Donetsk. Formatosi nel 2008, dal 2011 il gruppo è costituito dalla cantante Tatiana Shmayluk, il chitarrista Roman Ibramkhalilov e il bassista Eugene Abdukhanov; dal 2016 è subentrato il batterista Vladislav Ulasevich.
Il gruppo, noto per le capacità canore (sia in pulito che in growl) di Shmayluk e la complessa struttura musicale delle proprie canzoni, suona un mix di progressive, groove metal e metalcore influenzato da generi differenti tra loro come death metal, jazz, hip hop e reggae. Le ultime produzioni del gruppo si sono ulteriormente avvicinate al genere di matrice progressive e djent.

## Storia
La band ha acquisito notorietà vincendo il Best Ukrainian Metal Act Award assegnato dall'etichetta InshaMuzyka nel 2013 e 2016; nel 2016 ha anche vinto il premio per il miglior video musicale per la canzone I Speak Astronomy. Questa attenzione ha portato all'uscita del loro secondo album, King of Everything, con etichetta Napalm Records il 29 luglio 2016, trascinato dal successo del singolo Pisces: il video ufficiale di una performance dal vivo del brano, difatti, diventa virale su YouTube grazie ai frequenti cambi di canto nello stesso, tra melodico e in growl, di Tatiana Shmayluk. Nel 2017 la band ha intrapreso due tour europei a supporto degli Arch Enemy e un tour in Nord America insieme ai Cradle of Filth nel 2018. La band ha ristampato il suo album di debutto del 2014 Cloud Factory con etichetta Napalm Records nel febbraio 2018. L'11 gennaio 2019 è stato pubblicato l'EP Micro e la band ha annunciato di essere al lavoro su un quarto album in studio: l'album in questione, Macro, è uscito il 25 ottobre. Il 27 agosto 2021 la band ha pubblicato il quarto album di inediti Wallflowers. I lavori più recenti della band contengono diversi testi che fanno riferimento alla Guerra nel Donbass e agli effetti del conflitto sulla loro regione natale di Donetsk.

## Stile e influenze
Spiegando le proprie influenze, il gruppo ha citato altri gruppi heavy metal tra cui Opeth, Karnivool e Textures, e artisti hip hop come Cypress Hill.
Generi attribuiti al gruppo sono progressive metal, groove metal, djent, e metalcore, ma nella loro musica incorporano anche influenze death metal, hardcore punk, jazz, hip hop e reggae. Dal 2015 il gruppo si serve di un solo chitarrista nei suoi brani, dando più spazio alle parti ritmiche e più complesse realizzate dal bassista Eugene Abdukhanov. La cantante Tatiana Shmailyuk, inoltre, è nota per la capacità di passare facilmente a un cantato pulito, influenzato da soul e R&B, a un profondo growl tipico del death metal.

## Formazione

### Formazione attuale
- Tatiana Shmailyuk - voce (2009-presente)
- Roman Ibramkhalilov - chitarra (2010-presente)
- Eugene Abdukhanov - basso (2011-presente)
- Vladislav Ulasevich - batteria (2016-presente)

### Ex componenti
- Maksym Fatullaiev - voce (2008)
- Vyacheslav Okhrimenko - batteria (2008-2011)
- Oleksandr Koziychuk - batteria (2011-2013)
- Yevhen Mantulin - batteria (2013-2014)
- Dmitriy Oksen - chitarra ritmica (2008-2015)
- Dmitriy Kim - batteria (2014-2016)

## Discografia

### Album in studio
- 2014 - Cloud Factory
- 2016 - King of Everything
- 2019 - Macro
- 2021 - Wallflowers
- 2025 - Duél

### Album dal vivo
- 2020 - Alive in Melbourne

### EP
- 2009 - Objects in Mirror Are Closer than They Appear
- 2012 - Inhale, Do Not Breathe
- 2019 - Micro
- 2024 - From Nothing